# Станіславув-Старий
Станіславув-Старий (пол. Stanisławów Stary) — село в Польщі, у гміні Лютомерськ Паб'яницького повіту Лодзинського воєводства.
Населення — 133 особи (2011).
У 1975-1998 роках село належало до Серадзького воєводства.

## Демографія
Демографічна структура станом на 31 березня 2011 року:
|          | Загалом | Допрацездатний вік | Працездатний вік | Постпрацездатний вік |
| -------- | ------- | ------------------ | ---------------- | -------------------- |
| Чоловіки | 73      | 17                 | 49               | 7                    |
| Жінки    | 60      | 17                 | 29               | 14                   |
| Разом    | 133     | 34                 | 78               | 21                   |